# 开化寺民居
开化寺民居，位于山西省太原市迎泽区柳巷街道开化寺南街社区开化寺西街28号、开化寺南街34号，已列为太原市文物保护单位。

## 保护
2000年9月21日，开化寺民居由太原市人民政府公布为第二批太原市文物保护单位。